# T.O.P
Đây là một tên người Triều Tiên, họ là Choi.
Choi Seung-hyun (tiếng Hàn: 최승현; Hanja: 崔勝鉉; Hán-Việt: Thôi Thắng Huyền; sinh ngày 4 tháng 11 năm 1987), hay được biết đến với nghệ danh T.O.P, là một nam rapper, ca sĩ, nhạc sĩ, nhà sản xuất thu âm và diễn viên người Hàn Quốc, nổi tiếng với tư cách là thành viên của nhóm nhạc đến từ Hàn Quốc Big Bang.
T.O.P cũng tham gia vào một số phim truyền hình và phim điện ảnh như I Am Sam (2007), IRIS (2009), Nineteen (2009), 71: Into the Fire (2010), Commitment (2013) và Tazza: The Hidden Card (2014), Out of Control (2017) và Squid Game 2 (2024).
Vào năm 2010, T.O.P và thành viên cùng nhóm G-Dragon thành lập một nhóm nhỏ và cho ra album hợp tác GD & TOP. T.O.P đã cho ra mắt hai đĩa đơn kỹ thuật số "Turn It Up" (2010) và "Doom Dada" (2013), lần lượt đạt vị trí thứ hai và thứ tư trên Gaon Chart.

## Tiểu sử
T.O.P, tên khai sinh là Choi Seung-hyun, sinh ngày 4 tháng 11 năm 1987 tại Gangnam-gu, Seoul, Hàn Quốc, trong gia đình có một người chị gái tên là Choi Hye-yoon. Anh đã có niềm đam mê với hip hop, đam mê du hành vũ trụ từ khi còn nhỏ.

## Sự nghiệp

### Trước 2006: Ca sĩ underground
Choi Seung-hyun là một rapper nổi tiếng trong giới underground (những người chơi nhạc hoạt động ngầm) trước khi tham gia vào YG Entertainment. Seung Hyun cũng dùng tên "T.E.M.P.O" khi bắt đầu hát rap tại trường trung học. Anh không đăng kí thương hiệu cũng như phát hành album trong thời kì này. Tuy nhiên, một trong những ca khúc của anh là "Buckwild" rất nổi tiếng trên cộng đồng internet. Anh là bạn ngày nhỏ của Ji Yong, một thành viên và là trưởng nhóm của Big Bang. Ji Yong nói rằng hai người là "những người bạn hàng xóm từ khi học cấp hai" và thường đọc rap và tập nhảy cùng nhau. Mặc dù sau đó Ji Yong chuyển chỗ ở và hai người "trở nên xa cách", anh liên lạc lại với Choi Seung-hyun khi YG Entertainment tuyển chọn thí sinh để thành lập một nhóm nhạc nam. Họ thu âm thử một vài ca khúc và gửi chúng tới Yang Hyun Suk, giám đốc điều hành của YG Entertainment, người sau đó mời Seung Hyun tới thử giọng. Ban đầu anh bị hãng từ chối vì cho rằng anh quá "mập" để đáp ứng "hình mẫu lý tưởng" của một thần tượng. Seung Hyun nói anh "đã về nhà và tập thể dục cật lực vì tôi muốn gia nhập YG Entertainment." Sáu tháng sau, anh trở lại để thử giọng lần nữa và được kí hợp đồng. Theo báo chí anh đã giảm 20 kg trong 40 ngày.

### 2006-2010: Ra mắt cùng Big Bang, bắt đầu sự nghiệp solo và diễn xuất, vàGD & TOP
Choi Seung-hyun được chính người đàn anh tại YG, Se7en, đặt biệt danh T.O.P. (tiếng Hàn Quốc: 탑). T.O.P gia nhập Big Bang vào năm 2006 với tư cách là một trong hai rapper (người còn lại là G-Dragon, trưởng nhóm Big Bang). Quá trình thành lập, tập luyện của nhóm đã được ghi hình lại dưới dạng phim tài liệu thực tế và trình chiếu thành 10 tập trên truyền hình Hàn Quốc. Trong số 5 thành viên của nhóm, T.O.P là người lớn tuổi nhất. Không như các thành viên khác của nhóm, T.O.P không được huấn luyện để trở thành ca sĩ mà chỉ được định hướng để trở thành một rapper thuần túy. Album phòng thu đầu tiên Bigbang Vol.1 đạt được những thành công nhất định, trong đó có ca khúc "Big Boy" do T.O.P thể hiện. Tuy nhiên nhóm chỉ đạt thành công mang tính chất đột phá và đưa tên tuổi của mình lên một tầm cao mới với việc ra mắt ca khúc "Lies" (tiếng Hàn: 거짓말; Romaja: Geojitmal) trong mini album Always. Các đĩa đơn tiếp theo như "Last Farewell" (tiếng Triều Tiên: 마지막 인사; Romaja: Majimak Insa) trong mini album Hot Issue và "Day by Day" (하루하루; Haru Haru) trong Stand Up, cũng nối tiếp thành công khi liên tiếp đứng đầu các bảng xếp hạng.
Sau các album và đĩa đơn đầu tiên cùng Big Bang, T.O.P bắt đầu các hoạt động solo. Vào tháng 4 năm 2007, T.O.P hợp tác với hai thành viên cùng nhóm Big Bang là Taeyang và G-Dragon trong single "Super Fly" của Lexy trong album Rush của cô. Cũng trong mùa hè năm 2007, anh tham gia với tư cách một diễn viên trong clip ca nhạc "Hello" của Red Roc. Anh trở thành thành viên đầu tiên tham gia vào sự nghiệp diễn xuất khi góp mặt trong phim truyền hình I Am Sam của kênh KBS với vai chính Chae Moo Shin, tay đầu gấu khét tiếng trong trường cấp ba. Thêm vào đó, T.O.P cũng trở thành người dẫn chương trình trong chương trình Music Core của đài MBC vào ngày 10 tháng 11 năm 2007 và kết thúc vai trò này vào tháng 4 năm sau.
Vào năm 2008, anh cộng tác với ca sĩ R&B Gummy trong bài hát "I'm Sorry" từ album Comfort của cô, với nữ ca sĩ kì cựu Uhm Jung Hwa trong đĩa đơn "D.I.S.C.O." và với ZiA trong đĩa đơn "I Only See You". Cũng trong năm 2008, anh được nhận vào trường Đại học Dankook khoa sân khấu.
T.O.P sau đó dừng các hoạt động cá nhân để tập trung cùng Big Bang. Sau hơp một năm quảng bá cho các sản phẩm âm nhạc của nhóm, anh trở lại màn ảnh khi vào vai sát thủ Vick trong bộ phim truyền hình Hàn Quốc Iris. T.O.P cũng thu âm ca khúc "Hallelujah" trong album nhạc phim với Taeyang và G-Dragon. Sau Iris, T.O.P. và một thành viên của Big Bang, Seungri xuất hiện trong bộ phim điện ảnh 19 và phát hành ca khúc "Because" cho phim.
Anh tiếp tục tham gia vào bộ phim 71: Into the Fire và được đón nhận một cách tích cực. Nhờ diễn xuất thành công trong bộ phim này anh nhận được một số giải thưởng như giải Hallyu Popularity tại lễ trao giải Grand Bell Awards lần thứ 47. Bộ phim thu hút hơn một triệu lượt xem chỉ trong một tuần. T.O.P đồng thời cũng bắt đầu chuẩn bị cho ca khúc solo đầu tiên. Trong buổi diễn Big Show của Big Bang vào tháng 1 năm 2010, T.O.P đã thể hiện bài hát mới "Turn It Up". Anh trở thành nghệ sĩ Hàn Quốc đầu tiên phát hành bài hát lên iTunes trên toàn thế giới.
Vào tháng 11 năm 2010, YG Entertainment thông báo T.O.P và G-Dragon sẽ ra mắt album cộng tác mang tên GD & TOP. Trước khi album được chính thức phát hành, một buổi ra mắt toàn cầu cho album của họ được tổ chức tại Quảng trường Thời đại tại Yeongdeungpo, Seoul, và phát sóng trực tiếp trên YouTube. Để quảng bá cho album của mình, họ phát hành ba đĩa đơn: "High High", "Oh Yeah" và "Knock Out." Cả ba single được phát hành trước khi album ra mắt. Các đĩa đơn này đạt được nhiều thành công về thương mại: "Knock Out" đạt được vị trí đầu bảng trong khi "Oh Yeah" và "High High" lần lượt đạt vị trí số 2 và 3. Album được phát hành vào đêm Giáng sinh, và xuất phát ở vị trí số một với lượng đặt trước 200.000 bản.

### 2011 đến 2016: Tiếp tục sự nghiệp diễn viên và các dự án khác

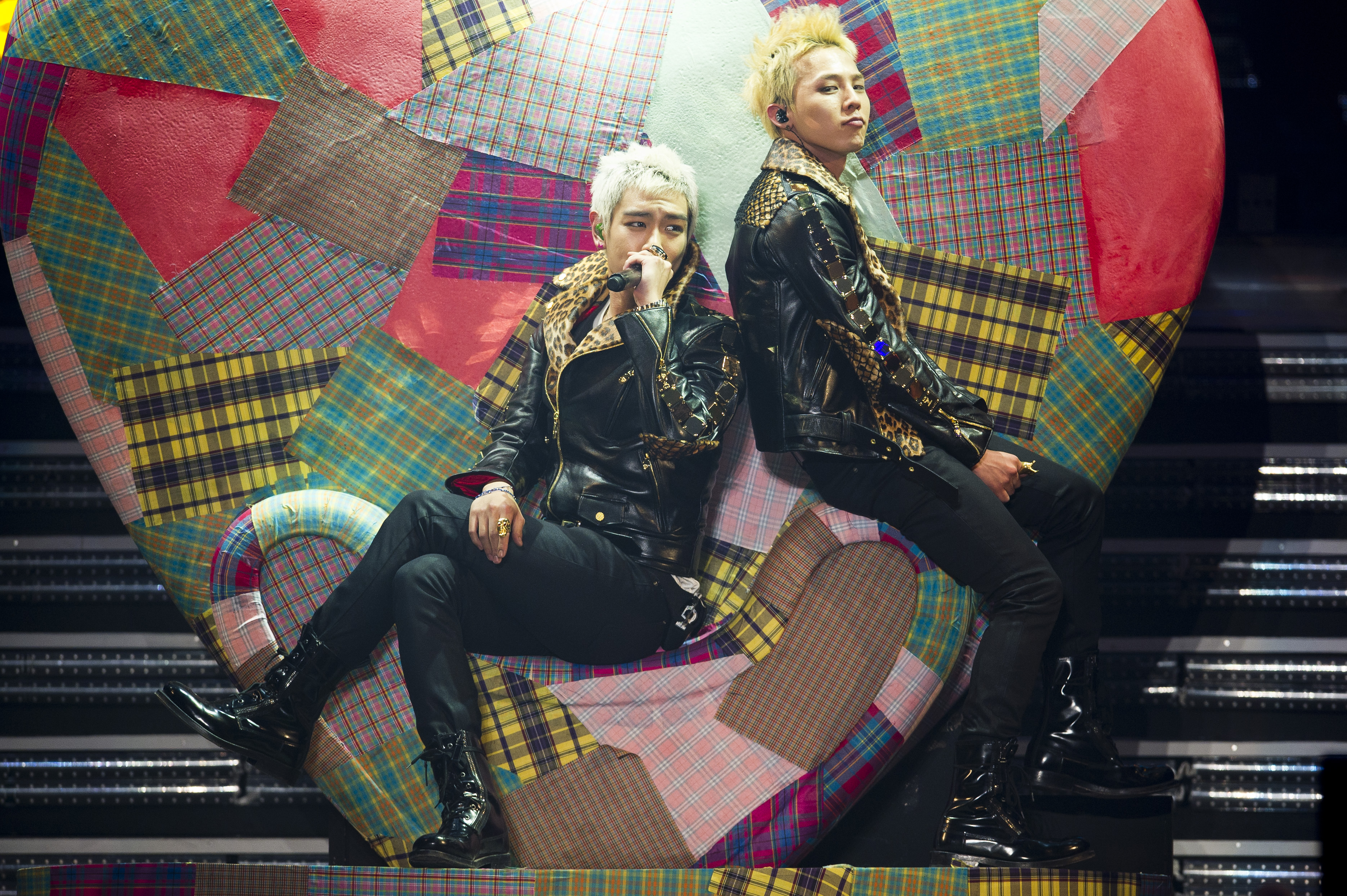
T.O.P biểu diễn cùng G-Dragon vào năm 2011

Trong suốt năm 2011, T.O.P phải dừng mọi hoạt động quảng bá cho mini album mới Tonight cùng nhóm bởi tai nạn xe hơi của Daesung và rắc rối liên quan đến cần sa của G-Dragon. Anh sau đó cùng nhóm góp mặt tại lễ trao giải MTV EMA 2011 tại Belfast, Bắc Ireland, nơi họ giành chiến thắng ở hạng mục Best Worldwide Act. T.O.P sau đó tiếp tục cùng G-Dragon hợp tác với nữ ca sĩ người Anh Pixie Lott trong bài hát "Dancing On My Own" từ album Young Foolish Happy phát hành tại Nhật.
Vào năm 2012, T.O.P góp mặt trong phim điện ảnh Commitment (còn có tên là Alumni), đóng vai con trai của một điệp viên Bắc Triều Tiên bị kết tội oan. Anh bị thương ở bàn tay gây ra bởi một mảnh thủy tinh trong một cảnh cận chiến và phải đưa đi phẫu thuật ngay sau đó. Việc quay phim bị trì hoãn một vài tuần sau tai nạn, tuy nhiên T.O.P vẫn xuất hiện với Big Bang trong chuyến lưu diễn vòng quanh thế giới của nhóm. Nhờ vai diễn này anh giành giải Rookie Award tại Asia Star Awards được tổ chức trong thời gian diễn ra Liên hoan phim quốc tế Busan, trở thành diễn viên nam Hàn Quốc duy nhất giành giải tại kì trao giải này.

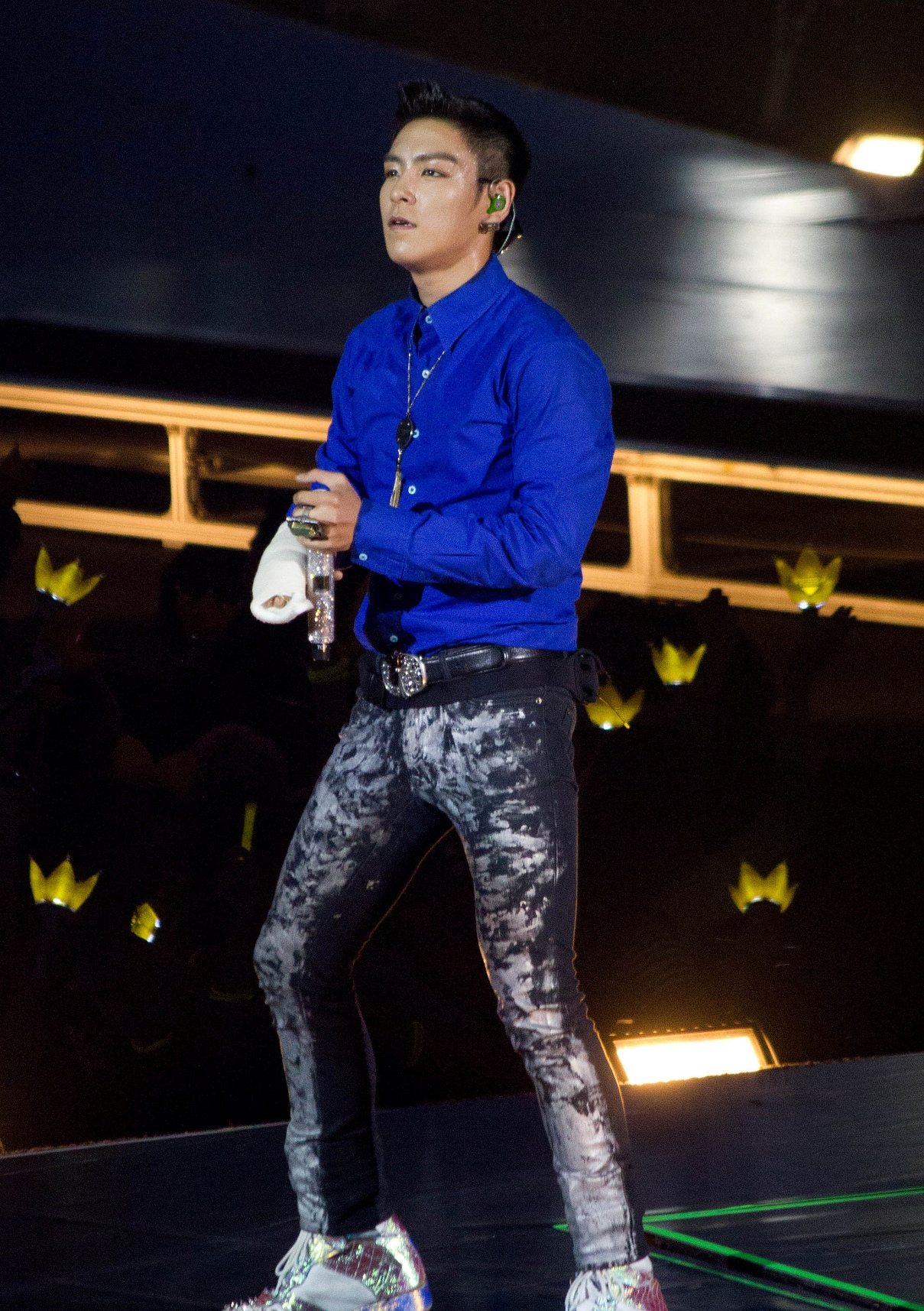
T.O.P biểu diễn trong Alive Tour vào tháng 9 năm 2012

Vào tháng 11 năm 2013, anh ra mắt đĩa đơn "Doom Dada", đĩa đơn đầu tiên sau ba năm mà chính anh miêu tả là lạ lùng và kì quặc. Bài hát được trình diễn trực tiếp lần đầu tiên tại Mnet Asian Music Awards 2013 tại Hồng Kông 
Vào năm 2014, T.O.P thủ vai chính Ham Dae-Gil trong bộ phim cờ bạc Hàn Quốc Tazza 2: The Hidden Card, phần tiếp theo của Tazza: The High Rollers.
Sau khi bắt đầu hoạt động với tư cách nhà thiết kế nội thất vào năm 2015 và cộng tác với công ty nội thất Vitra, anh nhận được giải Visual Culture Award tại lễ trao giải Prudential Eye Awards. Cùng năm đó anh có mặt trong web drama The Secret Message cùng nữ diễn viên Ueno Juri. Anh cũng phát hành bài hát nhạc phim mang tên "Hi Haruka".
Sau khi dành phần lớn năm 2015 để lưu diễn cùng Big Bang, T.O.P tham gia bộ phim điện ảnh do Trung Quốc và Đức hợp tác mang tên Out of Control cùng với diễn viên Hồng Kông Trương Bá Chi.

### 2017–nay: Nghĩa vụ quân sự và scandal
T.O.P bắt đầu lên đường nhập ngũ vào ngày 9 tháng 2 năm 2017, anh dự kiến sẽ xuất ngũ vào ngày 8 tháng 11 năm 2018. Tuy nhiên, vào đầu tháng 6 năm 2017, T.O.P bị truy tố về tội danh sử dụng cần sa trái phép. Điều này đã khiến cho anh bị trục xuất khỏi quân đội. Vào ngày 6 tháng 6, T.O.P bất tỉnh trong bệnh viện vì sử dụng thuốc an thần quá liều.
Tại phiên tòa cuối cùng diễn ra vào cuối tháng 7, T.O.P bị kết án 2 năm tù treo cùng mức phạt 12 nghìn won cho tội danh sử dụng chất cấm.
Ngày 13 tháng 3 năm 2018, khi Big Bang phát hành ca khúc chia tay fan mang tên "Flower Road", T.O.P đã bị Cục Quản lý nhân lực quân đội Seoul điều tra vì nghi ngờ vi phạm điều luật cấm khi tham gia các hoạt động kinh doanh khác khi đang tại ngũ. Tuy nhiên vào ngày 5/4, một nguồn tin từ văn phòng Yongsan cho biết sau khi xem xét, T.O.P không vi phạm bất kỳ điều luật quân sự nào. Ca khúc đã được thu âm từ trước khi T.O.P nhập ngũ với tư cách nhân viên phục vụ cộng đồng trở lại vào đầu năm 2018 và anh sẽ không tham gia hoạt động quảng bá cho ca khúc.
T.O.P chính thức xuất ngũ vào ngày 06/07/2019 sau 2 năm thực hiện nghĩa vụ quân sự.
Tháng 1/2020, T.O.P cùng các thành viên còn lại của BIGBANG tiếp tục gia hạn hợp đồng với công ty chủ quản YG, anh dự định sẽ cùng với BIGBANG tái xuất tại Coachella vào tháng 4/2020 nhưng do tình hình dịch bệnh Covid-19 nên lễ hội dời lại vào năm 2022.
Vào ngày 7 tháng 2 năm 2022, YG thông báo T.O.P sẽ kết thúc hợp đồng độc quyền với công ty, mặc dù anh ấy vẫn sẽ tham gia các hoạt động của nhóm nếu có thể sắp xếp được lịch trình.
Vào ngày 31 tháng 5 năm 2023, T.O.P đã thông báo trên trang Instagram rằng anh sẽ rời khỏi nhóm nhạc BIGBANG sau 17 năm gắn bó để tập trung vào sự nghiệp solo.

## Phong cách
Jeff Benjamin của Billboard K-Town đánh giá cao T.O.P ở khả năng rap âm trầm thấp và sắc của anh.

## Danh sách đĩa nhạc

### Bài hát
| Năm  | Đĩa đơn                                                        | Vị trí cao nhất | Album                                 |
| ---- | -------------------------------------------------------------- | --------------- | ------------------------------------- |
| Năm  | Đĩa đơn                                                        | Hàn             | Album                                 |
| 2006 | "Big Boy" (T.O.P solo)                                         | —               | Bigbang Vol.1                         |
| 2007 | "Friend" (친구) (với Taeyang)                                  | —               | MBC TV Drama [Friend, Our Legend] OST |
| 2007 | "Act Like Nothing's Wrong" (아무렇지 않은 척) (với Kim Ji-eun) | —               | Always                                |
| 2009 | "Hallelujah" (với G-Dragon và Taeyang)                         | 18              | Iris OST                              |
| 2010 | "Turn It Up"                                                   | 11              |                                       |
| 2010 | "Because"                                                      | —               | 19 OST                                |
| 2011 | "Of All Days"                                                  | 89              | GD & TOP                              |
| 2011 | "Oh Mom"                                                       | 27              | GD & TOP                              |
| 2013 | "Doom Dada"                                                    | 4               | —                                     |

### Bài hát hợp tác
| 2006                                                                     | "Forever with You" (cùng G-Dragon hợp tác với Park Bom)                             | —  | Bigbang Vol.1                        |
| 2006                                                                     | "We Belong Together" (cùng G-Dragon hợp tác với Park Bom)                           | —  | Bigbang Vol.1                        |
| 2007                                                                     | "Buckwild" (NBK Gray hợp tác với T.O.P)                                             | —  | —                                    |
| 2008                                                                     | "I'm Sorry" (Gummy hợp tác với T.O.P)                                               | —  | Comfort                              |
| 2008                                                                     | "D.I.S.C.O" (Uhm Jung-hwa hợp tác với T.O.P)                                        | —  | D.I.S.C.O                            |
| 2008                                                                     | "All I See is You" (ZiA hợp tác với T.O.P)                                          | —  | Road Movie                           |
| 2008                                                                     | "Forever with You" (Phien bản tiếng Anh) (cùng G-Dragon hợp tác với Park Bom)       | —  | With U                               |
| 2010                                                                     | "Digital Bounce" (Se7en hợp tác với T.O.P)                                          | —  | Digital Bounce                       |
| 2011                                                                     | "High High" (với G-Dragon)                                                          | 1  | GD & TOP                             |
| 2011                                                                     | "Oh Yeah" (cùng G-Dragon hợp tác với Park Bom)                                      | 2  | GD & TOP                             |
| 2011                                                                     | "Knock Out" (với G-Dragon)                                                          | 3  | GD & TOP                             |
| 2011                                                                     | "Intro" (với G-Dragon)                                                              | —  | GD & TOP                             |
| 2011                                                                     | "Baby Goodnight" (với G-Dragon)                                                     | 13 | GD & TOP                             |
| 2011                                                                     | "Don't Go Home" (với G-Dragon)                                                      | 22 | GD & TOP                             |
| 2012                                                                     | "Dancing On My Own" (Pixie Lott hợp tác với T.O.P và G-Dragon)                      | —  | Young Foolish Happy (Deluxe Edition) |
| 2013                                                                     | "Bubble Butt" (Major Lazer hợp tác với Bruno Mars, G-Dragon, T.O.P, Tyga và Mystic) | 78 | Free the Universe (Asian Edition)    |
| "—" chỉ ra các bài hát không xếp hạng hoặc không phát hành ở khu vực đó. |                                                                                     |    |                                      |

## Danh sách phim

### Phim truyền hình
| Năm  | Tên phim       | Vai                 | Kênh    | Bạn diễn                   |
| ---- | -------------- | ------------------- | ------- | -------------------------- |
| 2007 | I Am Sam       | Chae Mu-sin         | KBS2    | Lee Min-ho, Park Min-young |
| 2009 | Iris           | Vick                | KBS2    |                            |
| 2015 | Secret Message | Woo Hyun            | CJ E&M  |                            |
| 2024 | Squid Game 2   | Thanos (Squid Game) | Netflix |                            |

### Phim điện ảnh
| Năm  | Tên                    | Vai                           | Ghi chú                                       |
| ---- | ---------------------- | ----------------------------- | --------------------------------------------- |
| 2008 | Story of Men           | Bản thân                      | Cameo                                         |
| 2009 | Nineteen               | Seo Jeong-hun                 |                                               |
| 2010 | 71: Into the Fire      | Oh Jang-beom                  |                                               |
| 2011 | Iris the Movie         | Vick                          | Bộ phim chuyển thể từ Iris chiếu tại Nhật Bản |
| 2013 | Commitment             | Lee Myeong-hoon / Kang Dae-ho |                                               |
| 2014 | Tazza: The Hidden Card | Ham Dae-gil                   |                                               |
| 2016 | Big Bang Made          | Bản thân                      |                                               |
| 2017 | Out of Control         | Tom Young                     |                                               |

### Video âm nhạc
| Năm  | Tên bài hát                        | Nghệ sĩ      |
| ---- | ---------------------------------- | ------------ |
| 2007 | "Hello"                            | Red Roc      |
| 2008 | "I'm Sorry"                        | Gummy        |
| 2008 | "D.I.S.C.O"                        | Uhm Jung Hwa |
| 2011 | "I'm Sorry" (Phiên bản tiếng Nhật) | Gummy        |

## Giải thưởng và đề cử
| Năm  | Giải                                         | Hạng mục                         | Đề cử cho              | Kết quả   |
| ---- | -------------------------------------------- | -------------------------------- | ---------------------- | --------- |
| 2010 | Grand Bell Awards lần thứ 47                 | Hallyu Popularity                | 71: Into the Fire      | Đoạt giải |
| 2010 | Grand Bell Awards lần thứ 47                 | Nam diễn viên mới xuất sắc nhất  | 71: Into the Fire      | Đề cử     |
| 2010 | Korean Film Awards lần thứ 8                 | Nam diễn viên mới xuất sắc nhất  | 71: Into the Fire      | Đề cử     |
| 2010 | Style Icon Awards                            | Biểu tượng mới (Điện ảnh)        | 71: Into the Fire      | Đoạt giải |
| 2010 | Blue Dragon Film Awards lần thứ 31           | Nam diễn viên mới xuất sắc nhất  | 71: Into the Fire      | Đoạt giải |
| 2010 | Blue Dragon Film Awards lần thứ 31           | Popularity Award                 | 71: Into the Fire      | Đoạt giải |
| 2010 | Max Movie Awards                             | Nam diễn viên mới xuất sắc nhất  | 71: Into the Fire      | Đoạt giải |
| 2010 | Asian Film Awards lần thứ 5                  | Nam diễn viên mới xuất sắc nhất  | 71: Into the Fire      | Đề cử     |
| 2011 | Paeksang Arts Awards lần thứ 47              | Nam diễn viên mới xuất sắc nhất  | 71: Into the Fire      | Đoạt giải |
| 2011 | Paeksang Arts Awards lần thứ 47              | Popularity Award                 | 71: Into the Fire      | Đoạt giải |
| 2013 | BIFF Asia Star Awards lần thứ 17             | Rookie Award                     | Commitment             | Đoạt giải |
| 2014 | Paeksang Arts Awards                         | Popularity Award                 | Commitment             | Đề cử     |
| 2014 | Singapore Entertainment Awards               | Video âm nhạc K-pop nổi bật nhất | Doom Dada              | Đề cử     |
| 2015 | Giải thưởng Prudential Eye                   | Visual Culture Award             | Bản thân               | Đoạt giải |
| 2015 | Giải Daejong lần thứ 52                      | Popularity Award                 | Tazza: The Hidden Card | Đề cử     |
| 2016 | Giải thưởng DramaFever thường niên lần thứ 4 | Drama SNS xuất sắc nhất          | Secret Message         | Đoạt giải |
| 2016 | Giải thưởng DramaFever thường niên lần thứ 4 | Phim điện ảnh xuất sắc nhất      | Tazza: The Hidden Card | Đoạt giải |

==Tham khảo==p
1. ↑  Mark Russell (ngày 29 tháng 4 năm 2014). K-Pop Now!: The Korean Music Revolution. Tuttle Publishing. tr. 34. ISBN 978-1-4629-1411-1.
2. 1 2  Han Sang Hee (ngày 3 tháng 1 năm 2008). "YG Bounce — Big Bang". YG Entertainment (bằng tiếng Anh). Bản gốc lưu trữ ngày 15 tháng 7 năm 2015. Truy cập ngày 16 tháng 2 năm 2008.
3. 1 2 3 4 5  "新스타고백 지드래곤⑥'빅뱅' 별명은 '어떡해'였죠" (bằng tiếng Hàn). Asiae News. ngày 3 tháng 2 năm 2010. Truy cập ngày 4 tháng 2 năm 2010.
4. 1 2  "新스타고백지드래곤⑤아이돌그룹 활동, 망설였다" (bằng tiếng Hàn). Asiae News. ngày 2 tháng 2 năm 2010. Truy cập ngày 4 tháng 2 năm 2010.
5. ↑  "Big Bang". KBS World. Bản gốc lưu trữ ngày 18 tháng 10 năm 2008. Truy cập ngày 15 tháng 1 năm 2010.
6. ↑  "Album Sales For The Month of February 2007". Industry Association Of Korea (bằng tiếng Hàn). Bản gốc lưu trữ ngày 21 tháng 12 năm 2007. Truy cập ngày 15 tháng 2 năm 2008.
7. ↑  "빅뱅 쥬크온차트 8주 연속 1위 기염, JOO도 2주만에 7위 진입". Newsen (bằng tiếng Hàn). ngày 21 tháng 1 năm 2008. Truy cập ngày 1 tháng 2 năm 2008.
8. ↑  "Big Bang's 'Day by Day' Sweeps J-Pop Charts for Four Weeks". KBS Global. ngày 8 tháng 9 năm 2008. Bản gốc lưu trữ ngày 24 tháng 9 năm 2008. Truy cập ngày 16 tháng 7 năm 2015.
9. ↑  "빅뱅 8월 신보 발매, 태양 솔로 데뷔는 미정". Newsen (bằng tiếng Hàn). ngày 18 tháng 7 năm 2007. Truy cập ngày 4 tháng 2 năm 2010.
10. ↑  "Choi Seung Hyun YG Profile" (bằng tiếng Hàn). YG Entertainment. Truy cập ngày 26 tháng 5 năm 2009.
11. ↑  탑(T.O.P), 단국대 입학 증명사진 화제. Etoday.co.kr.
12. ↑  Chung Kang, Hyun (ngày 26 tháng 11 năm 2009). "New drama finds a gripping formula for success". Joongang Daily. Truy cập ngày 3 tháng 12 năm 2009.
13. ↑  "Big Bang duo star in murder movie". JoongAngDaily. ngày 22 tháng 5 năm 2009. Truy cập ngày 3 tháng 12 năm 2009.
14. ↑  Hicap, Jonathan M. (ngày 30 tháng 10 năm 2010). "'Poetry' wins best film at 47th Daejong Film Awards". Manila Bulletin. Manila Bulletin Publishing. Truy cập ngày 6 tháng 11 năm 2010.
15. ↑  Yim, Seung-hye (ngày 5 tháng 2 năm 2010). "Actor Kwon Sang-woo injured while filming fight". JoongAng Daily. Truy cập ngày 5 tháng 2 năm 2010.
16. ↑  "탑-대성, 빅뱅 콘서트서 솔로곡 첫 공개" (bằng tiếng Hàn). Osen. ngày 31 tháng 1 năm 2010. Bản gốc lưu trữ ngày 23 tháng 8 năm 2011. Truy cập ngày 5 tháng 2 năm 2010.
17. ↑  "G-Dragon and Top to Release Duet Album in December". KBS Global. ngày 30 tháng 11 năm 2010. Truy cập ngày 20 tháng 1 năm 2011.
18. ↑  Kim, Jessica (ngày 15 tháng 12 năm 2010). "Big Bang T.O.P, G-Dragon pose at album showcase". 10asia. Bản gốc lưu trữ ngày 11 tháng 6 năm 2011. Truy cập ngày 20 tháng 1 năm 2011.
19. ↑  Kim, Jessica (ngày 15 tháng 12 năm 2010). "G-Dragon and T.O.P hold world premiere showcase for duo unit". Asiae. Truy cập ngày 20 tháng 1 năm 2011.
20. ↑  Kim, Jessica (ngày 24 tháng 12 năm 2010). "Big Bang unit G-Dragon and T.O.P release third title track". Asiae. Truy cập ngày 20 tháng 1 năm 2011.
21. ↑  Kim, Heidi. "IU "Good Day" stays atop Gaon chart for 4th week". 10asia. Truy cập ngày 20 tháng 1 năm 2011.
22. ↑  Kim, Heidi. "IU's "Good Day" takes charge of Mnet chart for 4th week". 10asia. Truy cập ngày 20 tháng 1 năm 2011.
23. ↑  "Gaon Chart Search: GD & TOP". Gaon Chart (bằng tiếng Hàn). Korea Music Content Industry Association. Truy cập ngày 31 tháng 10 năm 2010.
24. ↑  "'발매 D-2' GD·탑 유닛 첫앨범, 선주문만 '20만장'". Daum (bằng tiếng Hàn). Truy cập ngày 23 tháng 1 năm 2011.
25. ↑  "Big Bang Wins the "World Wide Act" Award at MTV European Music Awards". Soompi. Bản gốc lưu trữ ngày 8 tháng 11 năm 2017. Truy cập ngày 6 tháng 11 năm 2011.
26. ↑  "GD&TOP to feature in English singer Pixie Lott's new Japanese release allkpop.com". Truy cập ngày 26 tháng 9 năm 2015.
27. ↑  "Big Bang's T.O.P. and Jo Sung Ha Confirmed for "Alumni"". Soompi. Bản gốc lưu trữ ngày 31 tháng 7 năm 2017. Truy cập ngày 12 tháng 6 năm 2012.
28. ↑  "Kim Yoo Jung to Play T.O.P's Younger Sister in New Movie". Soompi. Bản gốc lưu trữ ngày 31 tháng 7 năm 2017. Truy cập ngày 26 tháng 6 năm 2012.
29. ↑  "T.O.P suffers an injury while filming for movie Alumnus". Allkpop. Truy cập ngày 11 tháng 11 năm 2013.
30. ↑  "'YG Music' DOOM DADA". Genie. Truy cập ngày 15 tháng 11 năm 2013.
31. ↑  "Performances from the '2013 MAMA'!". Allkpop. Truy cập ngày 22 tháng 11 năm 2013.
32. ↑  "T.O.P to Debut as Furniture Designer in 2015 in Collaboration with Switzerland-based Brand VITRA". YGUnited. Bản gốc lưu trữ ngày 24 tháng 1 năm 2015. Truy cập ngày 21 tháng 1 năm 2015.
33. ↑  "Big Bang's T.O.P awarded Visual Culture Award for his artistic interests from 'Prudential Eye Awards'". Allkpop. Truy cập ngày 21 tháng 1 năm 2015.
34. ↑  Frater, Patrick (ngày 12 tháng 4 năm 2016). "T.O.P., Cecilia Cheung Star in Germany-Set Thriller 'Out of Control'". Variety. Truy cập ngày 22 tháng 4 năm 2016.
35. ↑  "BIGBANG's T.O.P confirms military enlistment date". Yibada. ngày 22 tháng 11 năm 2016.
36. ↑  "The Full Story Behind T.O.P's Drug Scandal, And The Mysterious Trainee Woman". ngày 2 tháng 6 năm 2017. Truy cập ngày 8 tháng 6 năm 2017.
37. ↑  Jun, R. "BIGBANG's T.O.P To Be Dismissed From Duty For Duration of Prosecution". Soompi. Bản gốc lưu trữ ngày 16 tháng 6 năm 2018. Truy cập ngày 8 tháng 6 năm 2017.
38. ↑  "Medical expert comments on T.O.P's benzodiazepine overdose | allkpop.com". allkpop. Truy cập ngày 9 tháng 6 năm 2017.
39. ↑  "BIGBANG's T.O.P hospitalized for drug overdose". YonhapNews. ngày 6 tháng 6 năm 2017. Truy cập ngày 6 tháng 6 năm 2017.
40. ↑  "T.O.P của nhóm Big Bang xuất ngũ". Báo điện tử VnExpress. Truy cập ngày 8 tháng 2 năm 2022.
41. ↑  "Big Bang sắp trở lại sau 4 năm, T.O.P chấm dứt hợp đồng với YG". laodong.vn. Truy cập ngày 8 tháng 2 năm 2022.
42. ↑  "T.O.P xác nhận rời nhóm, Big Bang gần như tan rã". laodong.vn. Truy cập ngày 5 tháng 6 năm 2023.
43. ↑  Benjamin, Jeff. "BIGBANG in America: Behind the Scenes With the K-Pop Boy Wonders". Billboard. Truy cập ngày 16 tháng 11 năm 2012.
44. ↑  "Gaon Chart Search: T.O.P". Gaon Chart (bằng tiếng Hàn). Korea Music Content Industry Association. Truy cập ngày 6 tháng 11 năm 2010.
45. ↑  "Gaon Chart Search: Park Bom". Gaon Chart (bằng tiếng Hàn). Korea Music Content Industry Association. Truy cập ngày 6 tháng 11 năm 2010.
46. ↑  "Kpop News: BigBang T.O.P to star in a Chinese Movie". News Every Day. Truy cập ngày 16 tháng 9 năm 2024.
47. ↑  "[아츠포토] '시' 윤정희-이창동감독, '대종상영화제' 참석" (bằng tiếng Hàn). Arts News. ngày 30 tháng 10 năm 2010. Bản gốc lưu trữ ngày 11 tháng 9 năm 2012. Truy cập ngày 23 tháng 2 năm 2011.
48. ↑  "ホーム»第47回大鐘賞映画祭授賞式公式観覧ツアー" (bằng tiếng Nhật). 韓流コンサート. ngày 30 tháng 10 năm 2010. Bản gốc lưu trữ ngày 23 tháng 11 năm 2010. Truy cập ngày 23 tháng 2 năm 2011.
49. ↑  "8th Korea Film Awards" (bằng tiếng Hàn). MBC. ngày 10 tháng 11 năm 2010. Truy cập ngày 23 tháng 2 năm 2011.
50. ↑  Han, Jiyoung (ngày 18 tháng 11 năm 2010). "올해 스타일아이콘 어워즈, 이병헌-소지섭-신민아 엣지있는 이유는?(종합)" (bằng tiếng Hàn). Newsen. Truy cập ngày 23 tháng 2 năm 2011.
51. 1 2  "제 31회 / 의형제" (bằng tiếng Hàn). Blue Dragon Film Awards. ngày 27 tháng 11 năm 2010. Bản gốc lưu trữ ngày 23 tháng 9 năm 2015. Truy cập ngày 23 tháng 2 năm 2011.
52. ↑  "제8회 맥스무비 최고의 영화상" (bằng tiếng Hàn). Bản gốc lưu trữ ngày 19 tháng 5 năm 2012. Truy cập ngày 31 tháng 3 năm 2011.
53. ↑  "5th AFA Nominees & Winners by Nominees" (bằng tiếng Hàn). Bản gốc lưu trữ ngày 30 tháng 4 năm 2012. Truy cập ngày 31 tháng 3 năm 2011.
54. 1 2  "Winners of 47th Baeksang Award" (bằng tiếng Hàn). Allkpop. ngày 26 tháng 5 năm 2011. Truy cập ngày 26 tháng 5 năm 2011.
55. ↑  "[T.O.P becomes the only Korean celebrity to be awarded at BIFF's 'Asia Star Awards'" (bằng tiếng Hàn). Big Bang Updates. ngày 6 tháng 10 năm 2013. Bản gốc lưu trữ ngày 6 tháng 10 năm 2013. Truy cập ngày 6 tháng 10 năm 2013.